# جاش هاردر
جاشوا کک هاردر (زاده ۱ اوت ۱۹۸۶) یک سیاستمدار آمریکایی و سرمایه‌گذار است که از سال ۲۰۱۹ به عنوان نماینده ایالات متحده از ناحیه نهم کنگره کالیفرنیا (تا سال ۲۰۲۳ به عنوان منطقه ۱۰ کنگره شناخته می‌شود) خدمت کرده است.
هاردر در تورلاک، کالیفرنیا، به دنیا آمد و از دبیرستان مودستو فارغ‌التحصیل شد. او مدرک کارشناسی علوم سیاسی و اقتصاد را از دانشگاه استنفورد و مدرک کارشناسی ارشد مدیریت کسب‌وکار / کارشناسی ارشد سیاست عمومی مشترک را از دانشکده بازرگانی هاروارد و مدرسه دولتی کندی دریافت کرد.